# Mollinedia longicuspidata
Mollinedia longicuspidata es una especie de planta de flores perteneciente a la familia Monimiaceae. Es endémica de Brasil en Río de Janeiro. Está tratada en peligro de extinción por pérdida de hábitat.
Se localiza en las localidades de Alto Macaé, en Nova Friburgo donde es una especie rara que se encuentra confinada en las selvas húmedas.

## Fuente
- Varty, N. 1998.  Mollinedia longicuspidata.   2006 IUCN Red List of Threatened Species.   Bajado el 22-08-2007.